# Famines soviétiques de 1931-1933
Pour les articles homonymes, voir Famines soviétiques.

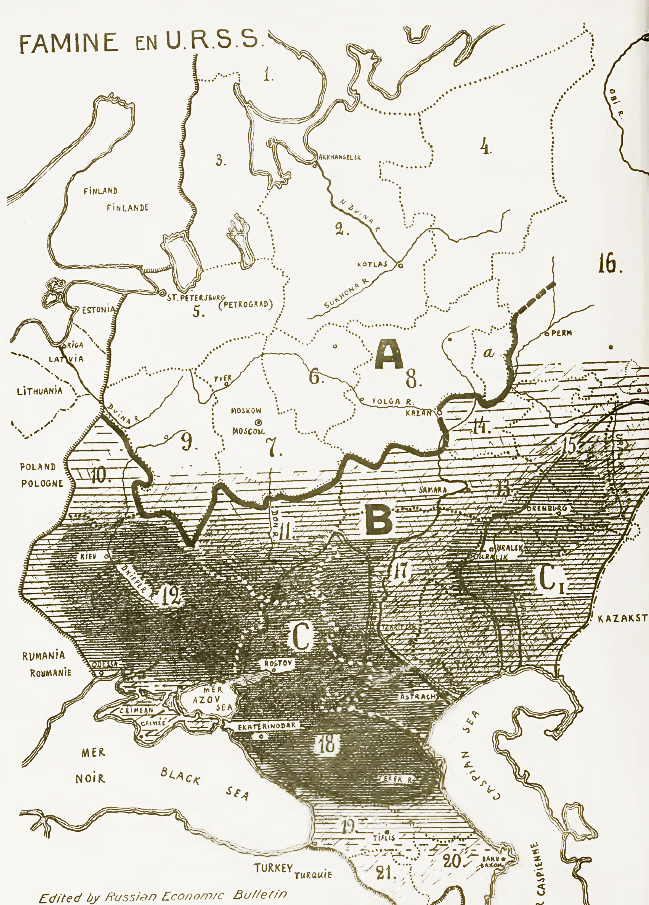
Famine en URSS, en 1933. Les zones particulièrement affectées par la famine sont en noir. A – Régions consommatrices de céréales, B – Régions productrices de céréales. C – Anciens territoires cosaques du Don, Kuban et de Terek, C1 – Anciens territoires cosaques de l'Oural and d'Orenburg. 1. Péninsule de Kola, 2. Région septentrionale, 3. Carélie, 4. République des Komis, 5. Oblast de Léningrad, 6. Oblast d'Ivanovo, 7. Oblast de Moscou, 8. Région de Nijni Novgorod, 9. Oblast Occidental, 10. Biélorussie, 11. Région Centre-Terres noires, 12. Ukraine, 13. Région de la Volga, 14. Tartarie, 15. Bashkirie, 16. Oural, 17. Région de la Volga, 18. Krai du Nord Caucase, 19. Géorgie, 20. Azerbaïdjan, 21. Arménie.

Les famines soviétiques de 1931-1933, artificielles, liées à la collectivisation des terres, touchent l'ensemble de l'Union des républiques socialistes soviétiques dans les années 1931-1933, faisant entre 6 et 8 millions de morts selon les estimations. Cet épisode tragique est longtemps resté un sujet tabou en Union soviétique. Les régions particulièrement touchées furent le centre et l'est de l'Ukraine, le Sud de la Biélorussie, les rives de la Volga, la région des terres noires du Centre de la Russie, les régions des cosaques du Don et du Kouban, le Caucase du Nord, le nord du Kazakhstan, le sud de l'Oural et la Sibérie occidentale.

## Contexte
Il y a eu trois séries de famines en URSS : la première en 1921, causée par la désorganisation de l'agriculture à la suite de la révolution d'Octobre ; la seconde, artificielle, liée à la collectivisation des terres ; la troisième, la famine soviétique de 1946-1947.
En 1928, avec le premier plan quinquennal, le pouvoir soviétique remet en chantier la collectivisation soviétique de l'agriculture qui avait été suspendue entre 1921 et 1927, durant la mise en œuvre de la nouvelle politique économique (NEP). Cette collectivisation réorganise la production agricole en instaurant le kolkhoze comme unité de base. Elle implique l'expropriation du monde paysan et notamment des moins pauvres d'entre eux, les koulaks.
L'exode rural est la conséquence de l'industrialisation à toute vitesse, amenant ainsi à une chute brutale de la démographie paysanne et un entassement urbain sans urbanisation antérieure. Dans les pays occidentaux, l'exode rural par l'industrialisation de la société fut historiquement beaucoup plus lent. En Russie, cette désertification rapide des campagnes fit s'effondrer une production agricole de type féodal déjà faible. Par ailleurs, l'exportation de produits agricoles par l'Union soviétique pour financer le développement industriel a raréfié les approvisionnements disponibles pour nourrir la population, même si celle-ci a diminué dès que les effets de la famine ont commencé à être perçus. Selon l'économiste Michael Ellman (en), les exportations de céréales était toutefois nécessaires au programme d'industrialisation soviétique.
Le sinologue et historien Lucien Bianco compare la famine en Chine entre 1958 et 1962 avec les famines soviétiques de 1931-1933 en Ukraine et en Russie méridionale bien que ces dernières aient été plus « modestes » avec six millions de morts. En URSS comme en Chine, une stratégie identique de développement opère des transferts excessifs de l’agriculture vers l’industrie lourde. Sous l’impulsion du chef, cette stratégie s’accélère: Mao impose le Grand Bond et Staline impose le Grand Tournant. « L’énorme responsabilité personnelle des deux dictateurs, auxquels des dirigeants nationaux (dans le cas de la Chine) ou régionaux (en Ukraine) moins entêtés ou moins cruels n’ont pu résister, met en cause la matrice léninienne commune aux deux régimes : si mal inspiré fût-il, le pouvoir d’un seul s’est imposé à tous ». Fort de l'expérience stalinienne, Nikita Khrouchtchev avait mis Mao en garde contre les dangers du collectivisme agricole, mais celui-ci n'en avait pas tenu compte, notamment parce qu'il s'opposait à la déstalinisation mise en œuvre officiellement par Khrouchtchev.
Cependant, contrairement aux historiens Robert Conquest et Timothy Snyder, les soviétologues et historiens Mark Tauger, Stephen G. Wheatcroft et Robert W. Davies (en) estiment que, d'après les archives soviétiques, « le régime a réduit ses exportations de blé et distribué des millions de tonnes de vivres à partir de ses réserves pour contrer la famine »[source insuffisante], ce qui invaliderait l'hypothèse selon laquelle une famine a été créée artificiellement.

## Bilan
Les estimations du nombre total de victimes soviétiques de cette famine oscillent entre 4,5 millions (selon Nicolas Werth),, et 8,,, millions de personnes.
Les victimes kazakhes dues à cette famine sont estimées à 1,4 million pour un peuple comptant alors 4 millions de personnes. Le nombre de victimes ukrainiennes fait quant à elle l'objet d'estimations fort variables, dépassant généralement les 3 millions de personnes. Cependant, les démographes obtiennent de leurs études 2,6 millions de décès ukrainiens provoqués par la famine. Le nombre approximatif de victimes russes peut être estimé à 1,5 million de personnes.
En 2004, Stephen Wheatcroft estime, quant à lui, 4,5 millions de décès, conséquence directe de la famine. Le chiffre de 10 millions de victimes pour toute l'URSS d'alors est lui aussi souvent évoqué du fait qu'il n'y avait pas d'observateurs ni de journalistes étrangers pour en témoigner. De même, en de vastes régions, aucune information ne circulait, et encore moins de nos jours[réf. nécessaire], même si certaines archives sont accessibles aux chercheurs. Il y eut certainement aussi des révoltes, ou réactions violentes contre le pouvoir et de la répression mais curieusement, aucune information ne circule à ce sujet, délicat à l'époque[réf. nécessaire].

## Analyses et débats
Le rôle du gouvernement soviétique est controversé. Contrairement à la famine de 1921, cette famine a pu être volontairement provoquée par les autorités soviétiques et rigoureusement dissimulée aux yeux du monde, même si aucune donnée scientifique à présent ne peut suggérer cela selon Michael Ellman, professeur d'économie, qui est de l'avis que la famine a été causée par des éléments structurels et des éléments conjoncturels. Pendant la majorité de la famine, la politique extérieure de l'URSS empêchait toute aide extérieure d'intervenir car selon Davies et Wheatcroft cela aurait « exposé les revendications soviétiques par rapport au succès de la collectivisation », jusqu'à que le gouvernement achète clandestinement pour redistribuer aux zones touchées. Et paradoxalement entre 1930-1931, l'URSS exporta des céréales, et continua à en exporter même pendant la famine à des quantités réduites dès que les effets de la famine ont commencé à être perçus (de 4,8 millions en 1931 à 1,8 million de tonnes de céréales en 1932, selon les études de Davies et Wheatcroft, ou selon les études de Nazarenko et Bashkin, qui estiment la quantité de passer de 5,2 millions de tonnes en 1931 à 486 200 tonnes de céréales en 1932),,. Selon Ellman l'obligation de continuer les exportations (même à quantité réduite) est la conséquence du modèle d'industrialisation soviétique, qui nécessitait l'exportation de biens et particulièrement de céréales.
En Ukraine, depuis la fin des années 1980, les épisodes de cette famine s'étant déroulés en république socialiste soviétique d'Ukraine sont généralement désignés par le terme d'Holodomor. Ce terme est repris par de nombreux historiens ukrainiens, les uns souscrivant souvent à la thèse d'un génocide visant le peuple ukrainien, d'autres (rejoignant alors des historiens russes et occidentaux) parlant d'un génocide de classe pour briser la résistance à la collectivisation des terres de la part des classes paysannes dans des régions aussi bien majoritairement ukrainiennes à l'ouest que majoritairement russe à l'est. Staline aurait poursuivi cependant un deuxième objectif : celui de briser les résistances nationales des paysans et des élites ukrainiennes, qui avaient été stimulées dans les années vingt dans leur désir d'affirmer leur nationalité ukrainienne (ukrainisation) à la faveur d'une libéralisation du régime soviétique vis-à-vis des identités nationales. L'étude récente d'Anne Applebaum confirme cette interprétation.
L'historien américain Mark Tauger conteste cette thèse ukrainienne. En effet, le régime aurait diminué les exportations de blé et distribué les réserves pour contrer la famine. Par ailleurs, malgré les aléas climatiques désastreux et les conditions tragiques dans lesquelles ils ont travaillé, les paysans ont aussi produit une plus grande récolte en 1933.
Après l'examen intensif des sources archivistiques, y compris les dossiers secrets du Politburo et la correspondance de Staline avec certains de ses principaux lieutenants comme Kaganovich et Molotov, les historiens R. W. Davies et Stephen G. Wheatcroft, dans leur ouvrage intitulé The Years of Hunger: Soviet Agriculture, 1931-1933 (2004) réfutent les explications intentionnalistes de la famine de 1931-1933. Selon eux, aucune de ces sources ne contient de preuve indiquant que Staline ou ses fonctionnaires eurent l'intention de créer une famine génocidaire pour supprimer le nationalisme ukrainien ou tout autre objectif de ce genre.
Les décisions prises par ces fonctionnaires, telles que les impositions puis les réductions de quotas d'achat ou l'abaissement des rations pour certaines catégories de la population, représentaient « des réponses à court terme, désespérées et souvent erronées » aux situations d'urgence de ces années. Même si la mise en œuvre de ces plans « par des fanatiques peu éduqués » dans divers organismes publics eut des conséquences désastreuses, la grande famine soviétique de 1931-1933 serait avant tout un événement économique complexe, enraciné dans les conditions environnementales aussi bien que dans les politiques soviétiques. Au contraire, pour Simon Sebag Montefiore, les dirigeants pensaient le sacrifice justifié par le glorieux avenir du communisme ; ainsi, bien que Staline eut déclaré que cette famine « fut une horreur et cela dura quatre ans », il estima cette mort de masse « absolument nécessaire ».